# Juan José Crespo Galende
Juan José Crespo Galende, conegut pel nom de guerra de «Kepa», (Las Karreras, 11 de setembre de 1953 - Madrid, 19 de juny de 1981) va ser un activista polític basc, militant del Partit Comunista d'Espanya (reconstituït) i de l'organització armada GRAPO, que va morir a la presó d'Herrera de la Mancha després de 97 dies de vaga de fam.

## Trajectòria
Va néixer l'11 de setembre de 1953 a la localitat basca de Las Karreras, situat al municipi biscaí d'Abanto y Ciérvana-Abanto Zierbena. Després d'acabar els estudis bàsics als onze anys, va ingressar al sacerdoci de Deusto, tot i que no hi va acabar els estudis. Va estudiar el batxillerat i de professió va exercir de muntador. Després de submergir-se en grups populars cristians, el 1975 es va afiliar al Partit Comunista d'Espanya (reconstituït). L'any següent es va ajuntar amb la militant del partit Asun Alonso i van tenir una filla anomenada Itziar. Com que vivien amagats a Madrid, la seva filla va traslladada a Biscaia per viure amb els seus avis.
El 10 de setembre de 1976 va cometre el seu primer delicte com a integrant clandestí quan va participar a Bilbao en el robatori d'una multicopista de l'empresa Gisbert. També va participar en l'atracament a mà armada de sis entitats financeres, totes elles situades a la comunitat autònoma basca, indret on passà a ser el responsable de propaganda del PCE(r) a finals de 1978. El setembre de 1979 va ser detingut a Madrid en una macrooperació policíaca contra l'aparell central de propaganda del PCE(r) i va ser brutalment torturat al llarg dels dies següents. Ingressat preventivament a la presó de Carabanchel, acusat d'un delicte d'assassinat, segons diligències recollides a l'expedient 183-79 del Jutjat Central d'Instrucció núm. 1. Al judici va ser acusat d'integrar els Grups de Resistència Antifeixista Primer d'Octubre (GRAPO), com a un dels cinc delictes imputats, i va ser condemnat a trenta-set anys de presó. Va complir condemna a les presons espanyoles de Carabanchel, Zamora i Herrera de la Mancha.
El 14 de març de 1981, va iniciar una vaga de fam al penal d'Herrera de la Mancha exigint el reagrupament dels presos dels GRAPO i la millora de les condicions penitenciàries. El 8 de juny va ingressar semiinconscient i en estat d'extrema gravetat a la ciutat sanitària La Paz de Madrid, si bé hi va acabar patint una broncopneumònia. Després de 97 dies de vaga de fam, va morir a la ciutat castellana a les 15 hores del 19 de juny de 1981, als vint-i-set anys. Segons un portaveu de la Direcció General d'Institucions Penitenciàries, Crespo va morir d'«una sèpsia d'origen pulmonar amb síndrome de distrès respiratori i coagulació intravascular disseminada, que origina una insuficiència respiratòria i hemorràgia generalitzada». En el moment de la seva mort, tres altres militants dels GRAPO estaven en vaga de fam, un d'ells, Pablo Fernández Villalabeitia, també ingressat a La Paz en estat greu. A la seva localitat natal s'hi va instal·lar una placa d'homenatge.